# Megachile semiflava
Megachile semiflava är en biart som beskrevs av Cockerell 1937. Megachile semiflava ingår i släktet tapetserarbin, och familjen buksamlarbin. Inga underarter finns listade i Catalogue of Life.